# Jochanan ben Beroka
R. Jochanan ben Beroka (auch: Jochanan ben Beroqa, d. h. aus Bene Brak; die manchmal zu lesende Übersetzung Jochanan, Sohn des Beroka ist falsch) war ein jüdischer Gelehrter des Altertums, lebte und wirkte im zweiten nachchristlichen Jahrhundert und wird zur so genannten zweiten Generation der Tannaiten gezählt. Er behandelte hauptsächlich das Familien- und hier insbesondere das Erbrecht.
Jochanan ben Beroka war ein Schüler des Jehoschua ben Chananja und ein Freund des Rabbis Eleasar Chisma.
Sein in der Baraita häufig zitierter Sohn, R. Ismael ben Jochanan ben Beroka, vertiefte die Halachot seines Vaters und baute sie aus.